# Ренник, Диана
Диана Ренник (род. 25 марта 1985 года, Свердловск, Россия) — эстонская фигуристка, выступающая в парном катании. В паре с Алексеем Саксом четыре раза выигрывала эстонские национальный чемпионат. Пара участвовала в XX Зимних Олимпийских играх в Турине, где заняла 17 место.

## Биография
Родилась в Свердловске в семье тренеров по фигурному катанию Ардо и Юлии Ренник. Кататься начала в 2,5 года. После распада СССР отец уехал к брату в Финляндию, за ним через три года отправились и Диана с матерью. На новом месте родители продолжили тренерскую работу, занимаясь с финскими и эстонскими фигуристами, в том числе собственной дочерью, которая стала представлять на соревнованиях Эстонию.
В 2001 году в пару к Диане Ренник встал Алексей Сакс, ранее выступавший в одиночном катании. Они выступали на чемпионатах мира и Европы, где занимали места во втором десятке. В 2006 году Ренник и Сакс представляли Эстонию в парном катании на Зимних Олимпийских играх (первое после 1936 года выступление эстонцев), где заняли 17 место.

## Спортивные достижения
(с Алексеем Саксом)
| Событие                      | 2001-02 | 2002-03 | 2003-04 | 2004-05 | 2005-06 | 2006-07 |
| ---------------------------- | ------- | ------- | ------- | ------- | ------- | ------- |
| Зимние Олимпийские игры      |         |         |         |         | 17      |         |
| Чемпионат мира               |         | 19      | 18      | 16      |         | 22      |
| Чемпионат Европы             | 17      | 13      | 12      | 11      | 12      | 14      |
| Чемпионат мира среди юниоров | 13      | 15      |         |         |         |         |
| Чемпионат Эстонии            | 2       | 1       | 1       | 1       | 1       | 2       |
| Trophée de France            |         |         |         |         | 10      |         |
| Кубок Китая                  |         |         |         | 9       |         |         |
| Мемориал Карла Шефера        |         |         |         |         | 9       |         |
| Nebelhorn Trophy             |         |         |         |         | 10      |         |
| Finlandia Trophy             |         | 7       |         |         |         |         |